# Víctor Garcia Raja
Víctor Garcia Raja (Xeraco, 1 de gener de 1997) és un futbolista valencià que juga en la posició d'extrem dret, actualment al Llevant UE.

## Carrera esportiva

### Inicis
El jugador va passar els seus primers anys en el CD Xeraco. Posteriorment va continuar formant-se en les categories inferiors del CF Torre Llevant, en què va jugar en categoria juvenil i no trigaria a estrenar-se a Tercera Divisió i en categories inferiors de la Selecció Valenciana. En 2018 va signar pel Real Club Deportivo Fabril de Segona Divisió B.
Poc després, el 12 de setembre de 2018, Natxo González el va fer debutar amb el primer equip, el Deportivo de La Corunya en Copa del Rei, a l'Estadi de La Romareda davant el Real Zaragoza. L'any futbolístic finalitzar amb el descens del Fabril a Tercera tot i els 7 gols marcats, i el jugador va ser fitxat pel Real Valladolid per jugar en el seu filial de Segona Divisió B.
La temporada 2019-20 a les files del Real Valladolid Promesas de Segona Divisió B, jugà 27 partits en els quals va sumar 2.090 minuts, marcant 4 gols.

### Primera i segona divisió
El 7 de juliol de 2020, debutà amb el primer equip del Reial Valladolid en un partit que l'equip val·lisoletà perdria per dos gols a un davant el València CF a l'Estadi de Mestalla. Víctor en el seu debut, marcaria el gol per a l'equip de Valladolid que en aquell moment suposava l'empat a un en el marcador.
El 15 d'agost de 2020, l'extrem arribà cedit al Centre d'Esports Sabadell Futbol Club de la Segona divisió espanyola de futbol, per una temporada procedent del Reial Valladolid, club amb el qual havia renovat fins al 2023.
La presentació de Víctor i el seu company d'equip Diego Fuoli es feu en la seu dels Saballuts, els Castellers de Sabadell.
El 27 d'agost de 2021, García va tornar al Dépor cedit durant un any, amb el club ara a la Primera Divisió RFEF. El 16 d'agost de l'any següent, va fitxar per l'equip AD Alcorcón de la mateixa lliga amb un contracte indefinit.
El 2 de juliol de 2023, després d'ajudar l'Alkor en el seu ascens a segona divisió, García va renovar el seu contracte per un any més. El 26 de juny de l'any següent, després de patir el descens de la segona divisió 2023–24, va fitxar pel CE Eldenc amb un contracte de dos anys.
El 3 de juliol de 2025, després d'un altre descens la temporada 2024–25, García va signar un contracte de dos anys amb el Llevant UE de la màxima categoria.